# Deportivo Italia Fútbol Club
El Deportivo Italia Fútbol Club és un club de futbol veneçolà de la ciutat de Caracas.

## Història
El club va ser fundat com a Deportivo Italia el 18 d'agost de 1948 per un grup d'immigrants italians: Carlo Pescifeltri, Lorenzo Tommasi, Bruno Bianchi, Giordano Valentini, Samuel Rovatti, Angelo Bragaglia, Giovanni de Stefano, Giuseppe Pane i Alfredo Sacchi.
El 1958, Mino D'Ambrosio agafà les regnes del club, juntament amb el seu germà Pompeo D'Ambrosio, i el club assolí la seva època daurada, durant els següents vint anys. L'agost de 1998, es fusionà amb el Deportivo Chacao F.C., naixent el Deportivo Italchacao Fútbol Club, S.A., mantenint els colors, logotips i història del Deportivo Italia. La temporada 2006/2007 retornà al seu nom original de Deportivo Italia.
Canvià el nom per Deportivo Petare el 2010. Cinc anys més tard esdevingué Petare Fútbol Club.

## Palmarès
- Lliga veneçolana de futbol[2]
  - Era Professional:

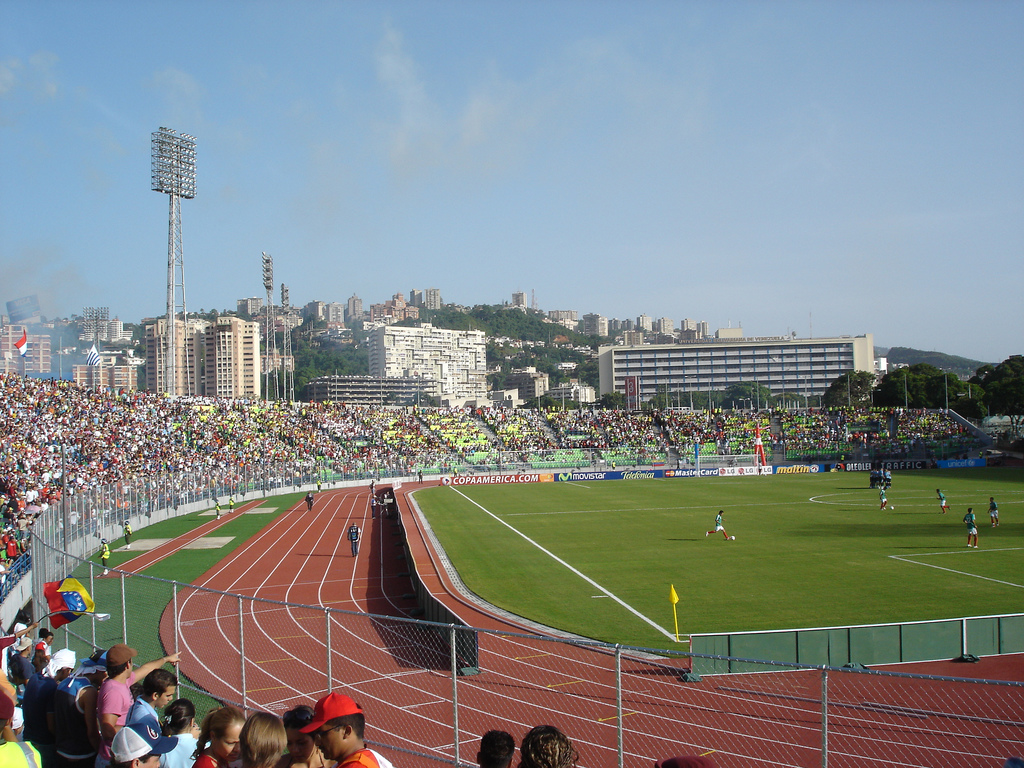
Estadi Olímpico de Caracas

  - 1961, 1963, 1966, 1972, 1999 (Deportivo Italchacao), 2008 (Apertura).
- Copa veneçolana de futbol:[3]
  - 1961, 1962, 1970

## Futbolistes destacats
- Alejandro Valldeperas